# Jan Nepomuk Hunčovský
Jan Nepomuk Karel Hunčovský (14. května 1752 Čechy pod Kosířem – 4. dubna 1798 Vídeň) byl osobní lékař císaře Leopolda II., chirurg a profesor na Josefinu.

## Život
Narodil se dne 14. května 1952 v Čechách pod Košírem do rodiny Františka Hunčovského a jeho choti Barbory.
Po studiu gymnázia v Olomouci v roce 1771 začal studovat chirurgii ve Vídni. Na doporučení Giovanni Alessandra Brambilla, osobního lékaře císaře Josefa II. a hlavního chirurga rakouské armády, byl Hunčovský poslán na studia do Lombardie, Milána. Po smrti hraběnky Johanny Amélie, podporovatelky Hunčovského na studiích, se vrátil zpátky do Vídně, kde studoval pod dozorem Brambilla. V roce 1777, na popud císaře Josefa II., byl vyslán na další studijní cesty do Francie a Anglie. Několik let po návratu v roce 1783 vydal knihu Medicinisch-chirurgische Beobachtungen auf seinen Reisen durch England und Frankreich, besonders über die Spitäler, ve které popisuje své dojmy, zážitky a zkušenosti z této cesty.
V roce 1781 byl jmenován profesorem na lékařsko-chirurgické škole pro výchovu polních lékařů v Gumpendorfu, pozdější Josefinum.
V roce 1791 doprovázel císaře Leopolda II. na cestě po Itálii. Během tohoto pobytu se nadále zajímal o zdravotnictví v Itálii. Po návratu z Itálie byl jmenován osobním lékařem císaře a stále učil na Josefinu.
Jan Nepomuk Hunčovský si při chirurgickém zákroku poranil prsty a zemřel na sepsi ve svých 45 letech 4. dubna 1798 ve Vídni.

## Vybraná díla
- Medicinisch-Chirurgische Beobachtungen auf seinen Reisen durch England und Frankreich, besonders ueber die Spitäler, Wien: Rudolph Gräffer, 1783.
- Anweisung zu chirurgischen Operationen. Für seine Vorlesungen bestimmt, Wien: Rudolph Gräffer, 1785 (Dostupné online).
- Ueber die neuere Geschichte der Chirurgie in den k. k. Staaten. Eine Rede, gehalten am 8ten November 1787, Wien: Rudolph Gräffer, 1787 (Dostupné online).